# Reedsburg
Reedsburg ist eine Stadt (mit dem Status „City“) im Sauk County im US-amerikanischen Bundesstaat Wisconsin. Im Jahr 2010 hatte Reedsburg 9200 Einwohner.

## Geografie
Reedsburg liegt im mittleren Südwesten Wisconsins beiderseits des Baraboo River, der über den Wisconsin River zum Stromgebiet des Mississippi gehört. 
Die geografischen Koordinaten von Reedsburg sind 43°31′57″ nördlicher Breite und 90°00′09″ westlicher Länge. Das Stadtgebiet erstreckt sich über eine Fläche von 15,36 km² und wird fast vollständig von der Town of Reedsburg umgeben, ohne dieser anzugehören.
Nachbarorte von Reedsburg sind Lyndon Station (24,8 km nordnordöstlich), Wisconsin Dells (25,9 km nordöstlich), Lake Delton (23,3 km ostnordöstlich), Baraboo (25,5 km ostsüdöstlich), North Freedom (18 km südöstlich), Loganville (12,4 km südsüdwestlich), Lime Ridge (17,9 km südwestlich), Ironton (12,5 km westlich), Cazenovia (19,5 km in der gleichen Richtung) und La Valle (12,4 km nordwestlich).
Die nächstgelegenen größeren Städte sind La Crosse (134 km westnordwestlich), Eau Claire (210 km nordwestlich), Wausau (188 km nordnordöstlich), Appleton (192 km ostnordöstlich), Green Bay am Michigansee (235 km in der gleichen Richtung), Wisconsins größte Stadt Milwaukee (215 km ostsüdöstlich), Wisconsins Hauptstadt Madison (90,3 km südöstlich), Rockford in Illinois (194 km südsüdöstlich), die Quad Cities in Iowa und Illinois (266 km südlich) und Cedar Rapids in Iowa (267 km südwestlich).

## Verkehr
Im Stadtgebiet von Reedsburg treffen die Wisconsin State Routes 23 und 33 zusammen. Alle weiteren Straßen sind untergeordnete Landstraßen, teils unbefestigte Fahrwege sowie innerörtliche Verbindungsstraßen.
In Reedsburg endet eine aus südöstlicher Richtung kommende Eisenbahnlinie für den Frachtverkehr der Wisconsin and Southern Railroad (WSOR).
Reedsburg ist der südöstliche Endpunkt des 400 State Trail, ein auf der Trasse einer ehemaligen Eisenbahnstrecke verlaufender Rail Trail für Wanderer, Reiter und Radfahrer. Im Winter kann der Wanderweg auch mit Langlaufski und Schneemobilen befahren werden.
Mit dem Reedsburg Municipal Airport befindet sich im südöstlichen Stadtgebiet ein kleiner Flugplatz. Die nächsten Verkehrsflughäfen sind der La Crosse Regional Airport (135 km westnordwestlich), der Dubuque Regional Airport in Dubuque, Iowa (165 km südsüdwestlich) und der Dane County Regional Airport in Madison (98,4 km östlich).

## Bevölkerung
Nach der Volkszählung im Jahr 2010 lebten in Reedsburg 9200 Menschen in 3795 Haushalten. Die Bevölkerungsdichte betrug 599 Einwohner pro Quadratkilometer. In den 3795 Haushalten lebten statistisch je 2,41 Personen. 
Ethnisch betrachtet setzte sich die Bevölkerung zusammen aus 95,3 Prozent Weißen, 0,6 Prozent Afroamerikanern, 1,0 Prozent amerikanischen Ureinwohnern, 0,4 Prozent Asiaten sowie 1,6 Prozent aus anderen ethnischen Gruppen; 1,1 Prozent stammten von zwei oder mehr Ethnien ab. Unabhängig von der ethnischen Zugehörigkeit waren 4,3 Prozent der Bevölkerung spanischer oder lateinamerikanischer Abstammung. 
27,0 Prozent der Bevölkerung waren unter 18 Jahre alt, 58,1 Prozent waren zwischen 18 und 64 und 14,9 Prozent waren 65 Jahre oder älter. 51,6 Prozent der Bevölkerung waren weiblich.
Das mittlere jährliche Einkommen eines Haushalts lag bei 43.418 USD. Das Pro-Kopf-Einkommen betrug 21.790 USD. 13,2 Prozent der Einwohner lebten unterhalb der Armutsgrenze.

## Bekannte Bewohner
- Edward Dithmar (1873–1938) – 23. Vizegouverneur von Wisconsin (1915–1921) – geboren und aufgewachsen in Reedsburg
- Clare Briggs (1875–1930) – Cartoonist und Comiczeichner – geboren in Reedsburg
- Warren Weaver (1894–1978) – Mathematiker – geboren und aufgewachsen in Reedsburg
- Timothy Mahr (* 1956) – Komponist und Musikpädagoge – geboren in Reedsburg